# 소도류

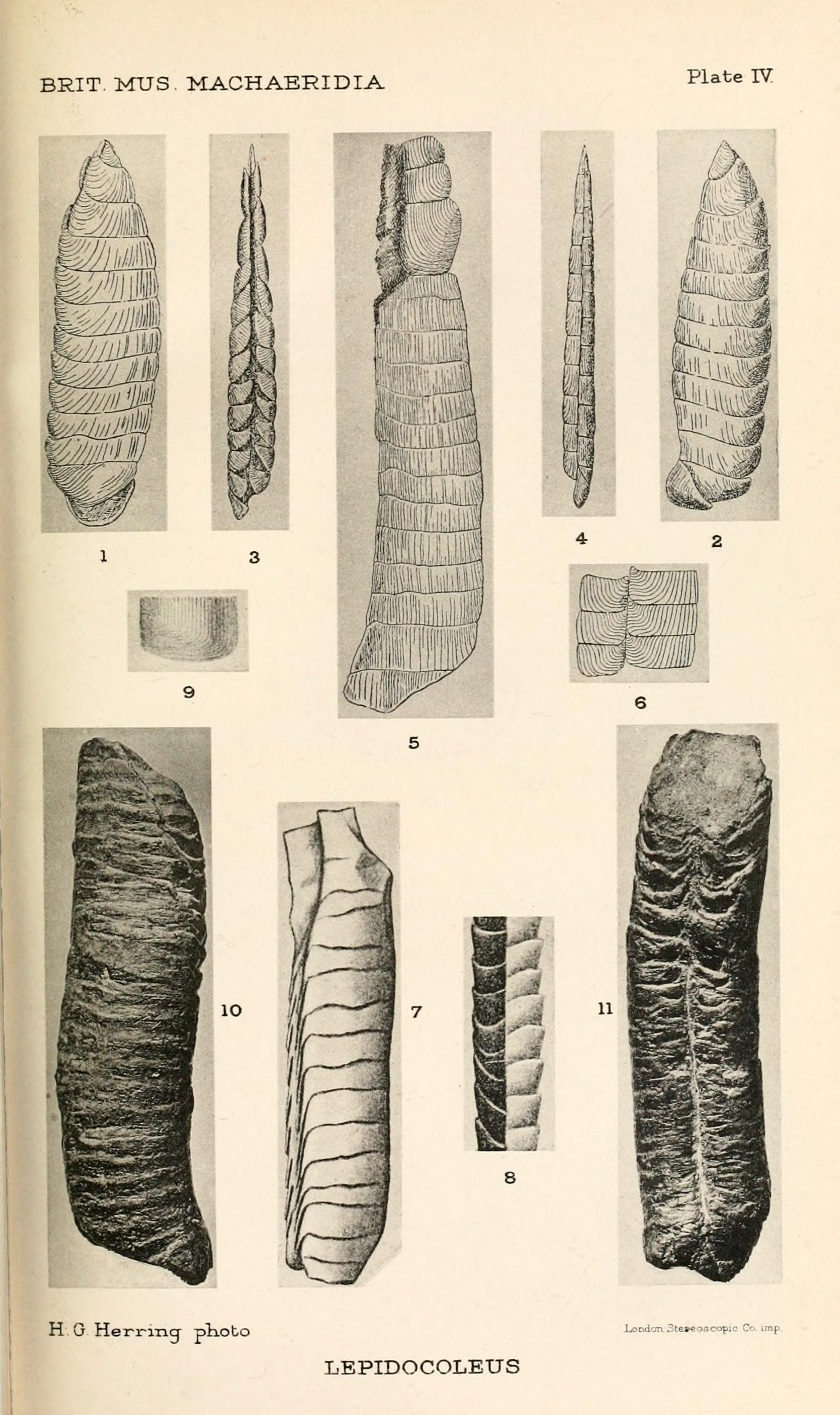

소도류(小刀類, Machaeridia), 혹은 마카이리디안은 고생대에 살았던 환형동물의 일종이다. 석회질의 외골격 판이 좌우로 2열, 혹은 4열로 배열되어 있는 것이 특징이다.

## 분류
소도류는 죽어서 살이 다 썩어 없어지고 단단한 껍데기만이 남아 화석이 되는데, 이것이 현재의 동물과는 많이 달라 껍데기만을 보고 어느 동물인지 알아야 하는 고생물학자에게는 난제로 여겨졌다.
19세기에 최초로 발견된 소도류 화석은 군부의 껍데기로 여겨졌다. 이후에는 거북손과 같은 갑각류로 여겨졌는데, 이는 50년 가까이 정설로 여겨졌다. 이후 Withers는 이들이 극피동물의 일종이라는 설을 제시하였는데, 본인은 이후에 이 가설에 회의적인 태도를 취했음에도 불구하고 50년 가까이 정설로 여겨지게 되었다. 그 이후에는 연체동물이나 환형동물과 관련된 원시적인 촉수담륜동물이라는 견해도 나타났다.
21세기에는 모로코의 오르도비스기 지층에서 소도류의 살이 황철석으로 치환되어 자국으로 남은 화석이 발견되어 이들이 환형동물이라는 것이 확실해졌다. 특히 소도류의 미세한 턱 화석이 발견됨으로 이들이 부채발갯지렁이목에 속하는 것까지 알 수 있게 되었다.

## 외골격 구조
소도류는 환형동물 중에서 특이하게 단단한 껍데기를 두르고 있다. 껍데기는 작은 판 모양이며, 이 작은 골판들이 마디마다 나 소도류의 몸을 덮었다. 골판은 좌우로 2열 혹은 4열로 일정하게 배열되어 있었다.
개개의 골판은 두 개의 겹으로 구성되어 있다. 바깥쪽 겹은 표면에 주름이 나 있는데, 이것은 성장의 흔적이라고 생각된다. 한때 골편의 테두리였던 부분이 성장하고 크기가 커지면서 새로운 테두리에 자리를 내주고 주름이 되었다는 것이다. 안쪽 겹은 미세한 알갱이가 뭉쳐진 구조이며, 이곳에도 성장의 흔적이 있으나 그 모습은 바깥쪽 겹과는 다르다. 안쪽 겹의 성장선은 중심에서 밖으로 방사하는 구조로, 바깥쪽 겹의 주름과는 사선을 그리며 난다.

## 한국의 소도류
소도류는 대한민국의 오르도비스기 지층에서 산출된 바가 있다. 강원도의 조선누층군에 속하는 오르도비스기 연대 지층들에서 플루물리테스(Plumulites)속의 껍데기가 여러 번 보고되었다. 일제강점기에 일본인 학자 고바야시 데이이치(小林 貞一)가 두무골층에서 프리무스종(P. primus), 직운산층에서 키쿠넨시스종(P. chikunensis), 그리고 문곡층에서 프리무스종으로도 해석할 수 있는 화석(P. cf. primus)을 보고하였다. 광복 이후에는 최덕근 및 김건호 학자들이 두무골층에서 신종인 구문소엔시스종(P. gumunsoensis)의 존재를 보고하였다.